# سلول زندان

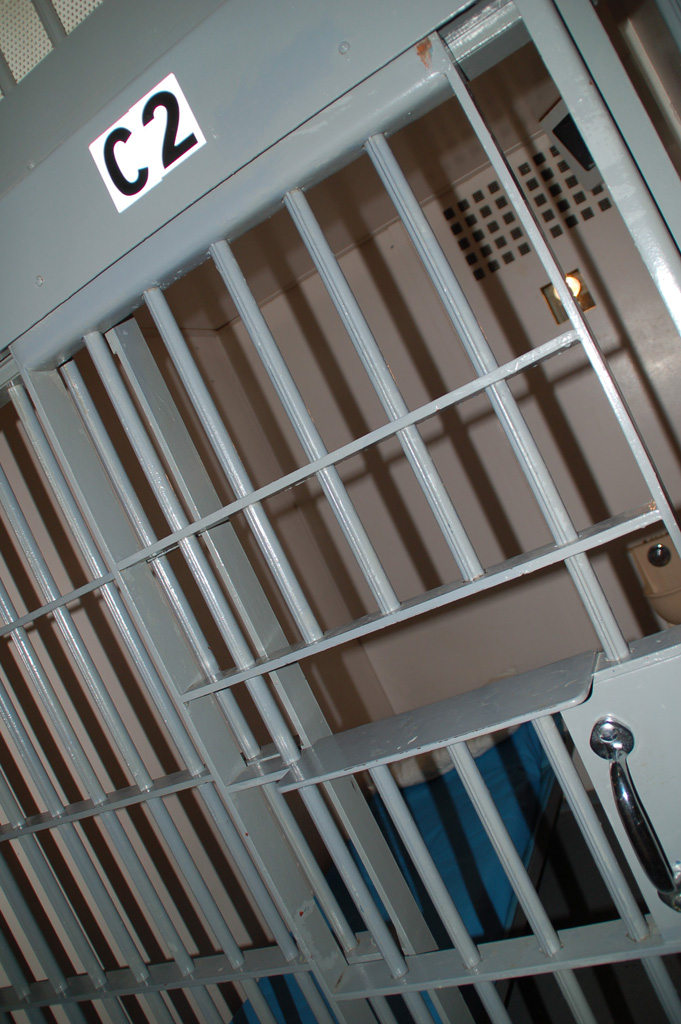
یک سلول زندان امروزی.

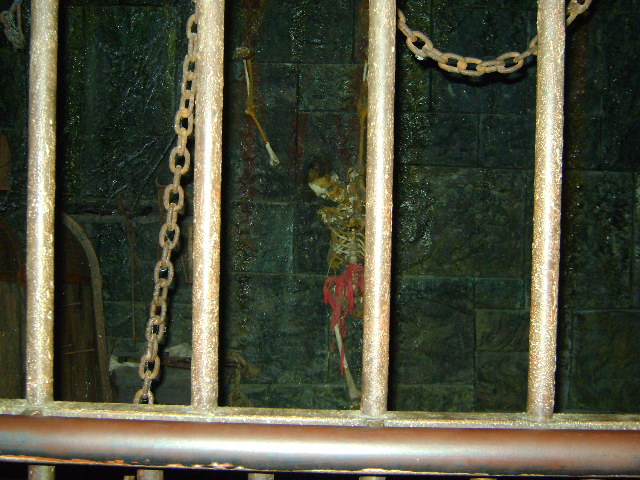
یک سلول زندان در عهد قرون وسطی.

سلول یا حجره به اتاقی گفته می‌شود که در زندان یا کلانتری قرار دارد و زندانی یا متهم را در آن محبوس یا بازداشت می‌کنند. طول یک سلول معمولی ۲ تا ۳ متر است و دیوارهای آن معمولاً از بتن یا فلز ساخته می‌شود. درب آن به شکل میله‌های آهنی دیلم مانند یا سرتاسر فلز ساخته می‌شود که در صورت دوم معمولاً یک پنجره کوچک روی آن تعبیه می‌شود تا بتوان بر زندانی نظارت کرد. بیشتر سلول‌های امروزی از قطعات پیش ساخته بتن یا سیمان ساخته می‌شوند.
به‌طور معمول وسایل داخل سلول را به گونه‌ای طراحی کرده و می‌سازند که به دیوار یا زمین اتصال داشته باشند تا زندانی به راحتی نتواند آنها را بشکند. دستشویی و تخت خواب زندانی را از فولاد می‌سازند.
سلول‌ها بسته به نوع زندانی می‌توانند از یک سلول ساده کلانتری تا یک سلول پیشرفته در یک زندان فوق امنیتی متفاوت باشند. سلول‌ها باید با رعایت حقوق بشر ساخته شوند تا حقوق زندانی پایمال نشود. چنانچه تنها یک زندانی را در یک سلول تکی نگهداری کنند، به آن سلول انفرادی گویند. در ایالات متحده آمریکا بعضی سلول‌های پولی را تا شبی ۱۰۰ دلار هم کرایه می‌دهند. این سلول‌ها معمولاً تمیزتر و ساکت‌تر از دیگر سلول‌ها بوده و امکانات بیشتری نیز در اختیار زندانی می‌گذارند.